# Hermógenes Maza
José Hermógenes Maza Loboguerrero (o José Hermógenes de Maza y Lobo Guerrero) (Santafé de Bogotá, 20 de abril de 1792-Mompox, 14 de julio de 1847) fue un militar colombiano que destacó en la guerra de independencia de su país. 

## Biografía
Nació en el barrio bogotano de Las Nieves en 1792, fruto del matrimonio entre el hidalgo montañés Felipe de la Maza Alvear y Neira, natural de Carasa (en la entonces Montaña de Burgos, región de Castilla la Vieja, hoy Cantabria), y la dama santafereña Rosalía Lobo Guerrero y Ramírez. Estudió en Don Juan Sordo y luego curso estudios en el Colegio Mayor de Nuestra Señora del Rosario. En 1810 fue partidario de la revolución del 20 de julio en Santa Fé de Bogotá, y se alistó en el batallón auxiliar. En octubre de 1811 destacó en la toma de Simaña bajo las órdenes del capitán Antonio Morales. Luego en 1813 emprende con el ejército neogranadino la Campaña Admirable en auxilio de los patriotas de Venezuela al mando de Simón Bolívar; junto con sus amigos y hermanos de armas Atanasio Girardot, Antonio Ricaurte y Luciano D'Elhuyar. Bajo el mando de Bolívar y Vicente Campo Elías, luchó en las batallas de Bárbula (30 de septiembre de 1813) donde muere Girardot, Mosquiteros (14 de octubre de 1813),  La Puerta (3 de febrero de 1814) y La Victoria (12 de febrero). En la última acción recibe el rango de teniente coronel graduado. Luego sirve en Batalla de San Mateo (25 de marzo) donde perece Ricaurte, y nuevamente en La Puerta (15 de junio), después fue nombrado Gobernador militar de Caracas, donde estaba al mando de las  defensas de la ciudad construidas por Simón Bolívar. Se unió a la emigración a Oriente y fue capturado en la batalla de Urica (5 de diciembre).
Llevado prisionero a la capital venezolana, sufre 17 meses de torturas física y psicológica, malos tratos y cotidiana ficción de fusilamiento en la cárcel caraqueña desquiciaron psicológica y moralmente al prócer. Se fuga tras convencer al carcelero José Luis Moreno de dejarlo ir. Maza y Moreno, salieron en la oscuridad, matando a los guardias que encontraban en el camino, llegaron a la casa de doña Dolores Curvelo de Rachadel, amiga suya y viuda de un hombre que había luchado por la independencia, allí pasaron la noche y se prepararon para salir disfrazados de campesinos, lograron evadir varios puestos de guardia de los españoles, pero en uno de esos, Moreno fue identificado y de inmediato fue puesto preso, tres días después fue fusilado en Caracas, igual ejecución se le dio a Dolores Curvelo. Pasa tres años como prófugos por San Cristóbal, Cúcuta, Pamplona y Santafé de Bogotá. Maza al volver se entera de la situación de persecución y miseria de su familia tras ser confiscados sus bienes, el asesinato de su hermano; y las ejecuciones perpetradas por el Régimen del Terror a los patriotas neograndinos, muchos de ellos amigos suyos. Vivirá escondido en el barrio Egipto protegido por los patriotas; y tras el triunfo independentista en la Batalla de Boyacá y la posterior huida del Virrey Sámano y las autoridades realistas ayuda a organizar el orden público en la ciudad junto a otros patriotas. Allí, por pura casualidad, se encontró de frente con Brito su antiguo carcelero de Caracas y lo mató a lanzazos. Tras la entrada triunfal de Bolívar en Bogotá el 10 de agosto de 1819 se reincorpora a las fuerzas patriotas. En 1820 es enviado con una columna a Honda y Mompós para reforzar al coronel José María Córdova en la campaña del río Magdalena. Destacándose en la Batalla de Tenerife a las afueras de Tenerife, el 25 de junio de 1820, siendo nombrado coronel graduado. El vencedor de Tenerife tenía órdenes de Santander de evitar derramamientos de sangre, pero se desquitó de los 30 prisioneros amarrándolos, poniéndolos en zurrones de cuero y lanzándolos al turbulento río Magdalena. Participó del asedio de Cartagena (1820-1821) bajo la dirección del general Mariano Montilla. Con el coronel Córdova fue a embarcarse en Panamá para ir a Guayaquil y reforzar al brigadier Antonio José de Sucre. Se suma al ejército en Riobamba y lucha en Pichincha (24 de mayo de 1822) y la campaña de Pasto. En enero de 1823 es nombrado coronel efectivo. En 1826 pasa a ser brigadier y se retira a la vida privada en Mompóx no participando en las guerras civiles posteriores. Era protegido de la familia Gutiérrez de Piñeres. Murió pobre y alcohólico en 1847. Siendo sepultado en el cementerio de Mompóx.

## Homenajes
En su honor se colocó en 1912 un busto en el barrio Egipto de Bogotá y en Cúcuta un batallón que lleva su nombre.